# Credo (Jennifer Rush)
Credo è l'ottavo album in studio della cantante statunitense Jennifer Rush, pubblicato nel 1997. Il disco contiene alcune cover.

## Tracce
1. Credo
2. The Flame
3. Now That I Found You
4. Sweet Thing
5. Healing Power
6. Piano in the Dark
7. Deeper Within
8. More than Words
9. A Touch of Paradise
10. The Places You Find Love
11. All in Love Is Fair